# Coccopygia
Coccopygia là một chi chim trong họ Estrildidae.